# Woodville (Mississippi)
Woodville é uma cidade  localizada no estado americano de Mississippi, no Condado de Wilkinson.

## Demografia
Segundo o censo americano de 2000, a sua população era de 1192 habitantes.
Em 2006, foi estimada uma população de 1158, um decréscimo de 34 (-2.9%).

## Geografia
De acordo com o United States Census Bureau tem uma área de
2,8 km², dos quais 2,8 km² cobertos por terra e 0,0 km² cobertos por água. Woodville localiza-se a aproximadamente 77 m acima do nível do mar.

## Localidades na vizinhança
O diagrama seguinte representa as localidades num raio de 32 km ao redor de Woodville.